# Herblingen

Herblingen est une ancienne commune et un village du canton de Schaffhouse, en Suisse.
Depuis le 1er janvier 1964, c'est devenu un des quartiers de la ville de Schaffhouse. Herblingen se situe au nord-est de la vieille-ville de Schaffhouse.

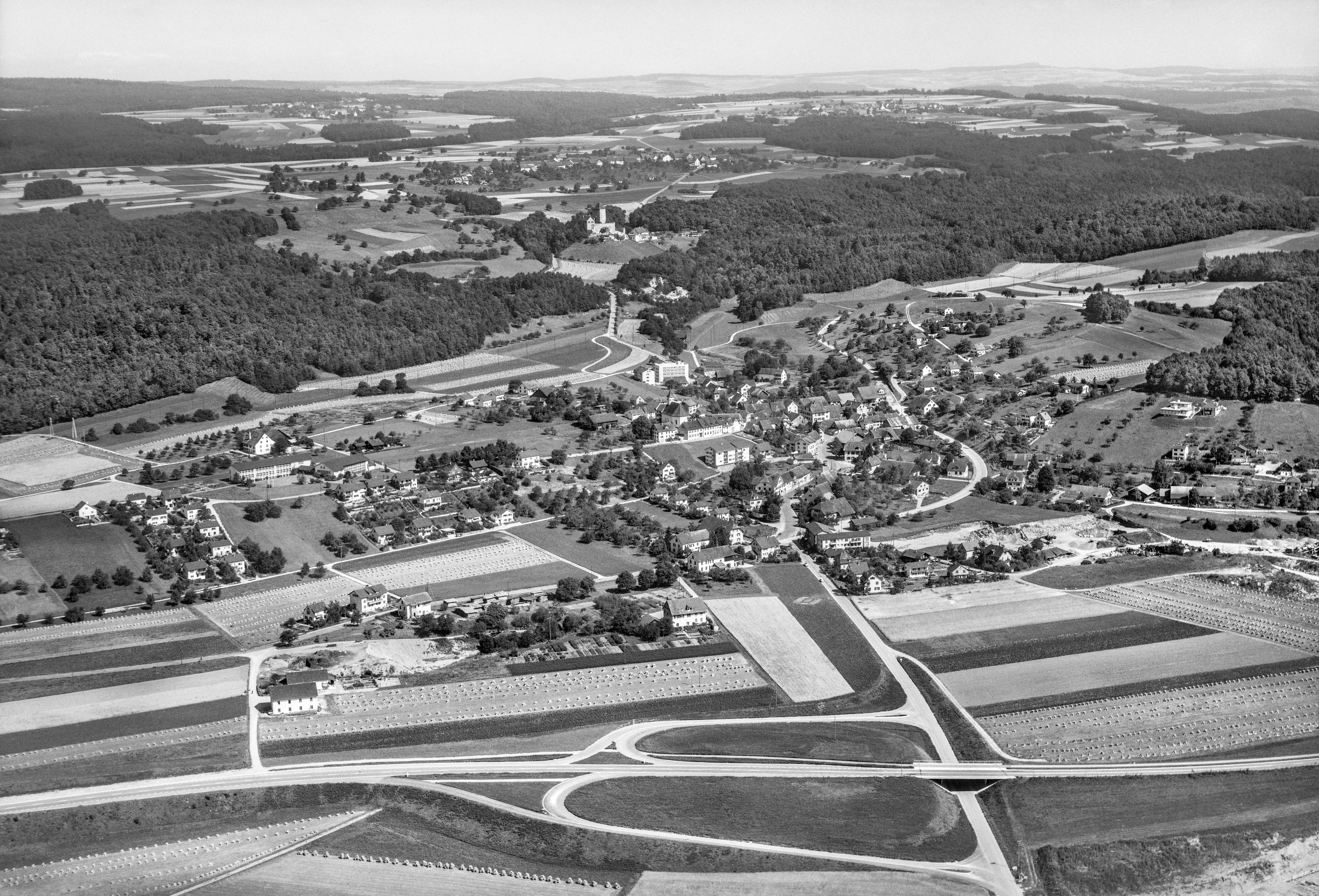
Vue aérienne (1962)